# 諾基亞Lumia 630
諾基亞Lumia 630是諾基亞在2014年4月時推出的一款中低型手機。